# Legarda (Navarre)
Pour les articles homonymes, voir Legarda.
Legarda est une ville et une commune de la communauté forale de Navarre (Espagne).
Elle est située dans la zone non bascophone de la province, sur le chemin de Saint-Jacques-de-Compostelle. Le castillan est la seule langue officielle alors que le basque n’a pas de statut officiel. Le secrétaire de mairie est aussi celui de Adiós, Enériz, Muruzábal, Obanos, Tirapu, Úcar, Uterga.

## Démographie
| Évolution démographique                                 | Évolution démographique | Évolution démographique | Évolution démographique | Évolution démographique | Évolution démographique | Évolution démographique | Évolution démographique | Évolution démographique | Évolution démographique | Évolution démographique |
| 1996                                                    | 1998                    | 1999                    | 2000                    | 2001                    | 2002                    | 2003                    | 2004                    | 2005                    | 2006                    | 2007                    |
| ------------------------------------------------------- | ----------------------- | ----------------------- | ----------------------- | ----------------------- | ----------------------- | ----------------------- | ----------------------- | ----------------------- | ----------------------- | ----------------------- |
| 71                                                      | 76                      | 78                      | 80                      | 83                      | 88                      | 96                      | 111                     | 112                     | 105                     | 112                     |
| Sources: Legarda et instituto de estadística de navarra |                         |                         |                         |                         |                         |                         |                         |                         |                         |                         |

## Patrimoine

### Patrimoine civil
- Ancienne seigneurie de Basongaiz ou Berasongaiz

### Patrimoine religieux
- Église de Notre-Dame-de-l'Assomption: Construction gothique du XIVe siècle, avec ajouts postérieurs du XVIe siècle. La porte d'accès a un arc pointé. Le retable principal est de type plateresque (XVIe). Dans les chapelles latérales se trouvent deux retables dédiés à Saint Jean Baptiste et une sculpture romane de la Vierge à l'enfant.
- Ermitage de San Salvador de Aquiturain
- Ermitage de Santa Águeda
- Ermitage de Santa Bárbara

### Sources
- (es) Cet article est partiellement ou en totalité issu de l’article de Wikipédia en espagnol intitulé « Legarda » (voir la liste des auteurs).